# Marc Vanacker

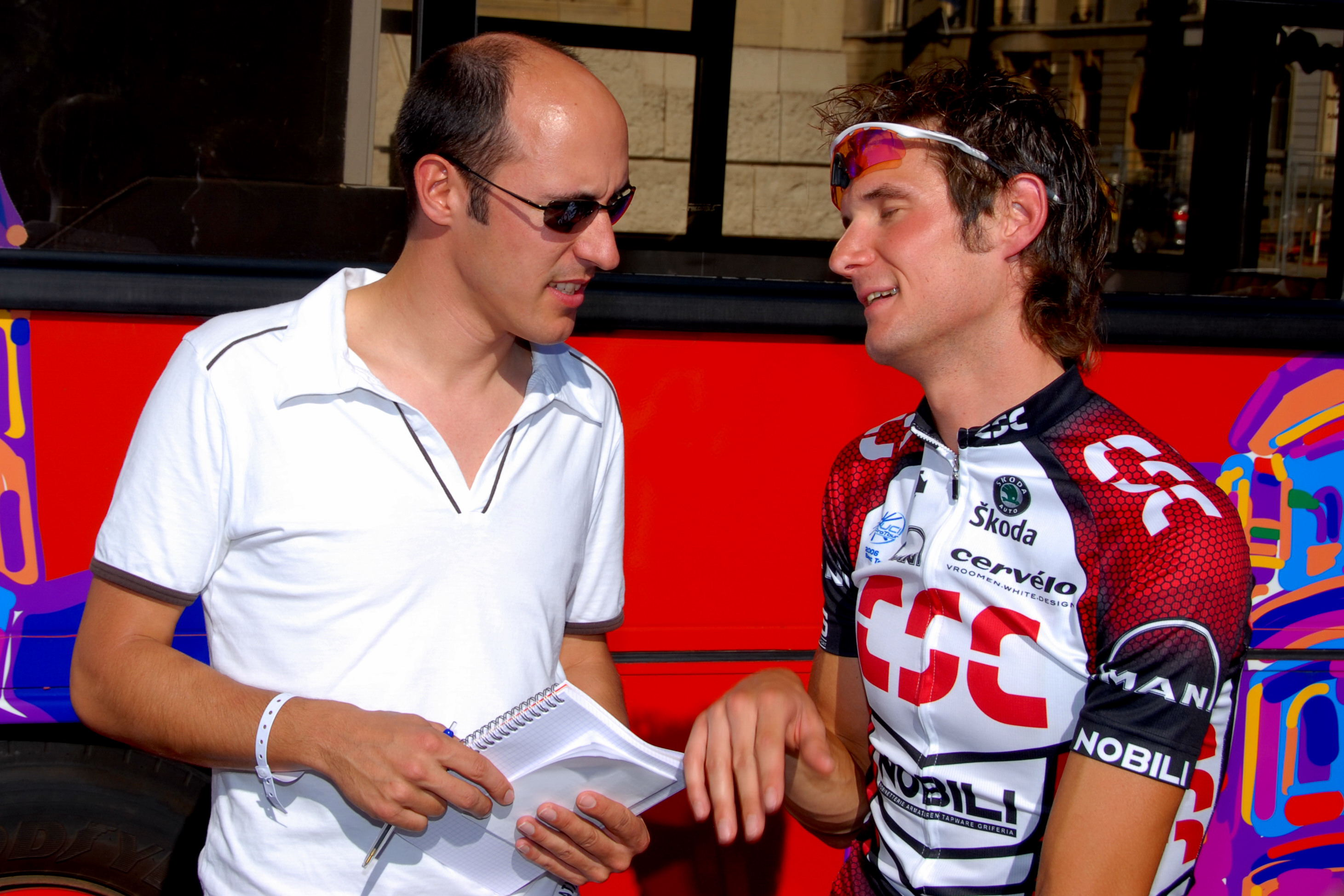
Marc Vanacker (links) neben Fränk Schleck 2007

Marc Vanacker (* 29. März 1976 in Luxemburg) ist ein ehemaliger luxemburgischer Radrennfahrer.

## Sportliche Laufbahn
Marc Vanacker begann mit dem Radsport beim Verein SaF Zéisseng. Seinen ersten Sieg holte er bei einem Rennen im April 1991 in Diekirch. 1993 wurde er Dritter der nationalen Meisterschaften bei den Junioren. Nach dem Abitur ging er zeitweilig nach Frankreich, um zu studieren. Während dieser Zeit startete er für den Verein VC Pontivyen.
Nachdem er sein Studium abgeschlossen hatte, wurde er  2001 bei dem Schweizer Post Swiss Team Profi. In seinem ersten Jahr konnte er das französische Eintagesrennen Prix d’Armor für sich entscheiden. Außerdem belegte er bei dem Zeitfahren Grand Prix des Nations den 26. Platz. 2002 wechselte Vanacker zum Radsport-Team Marlux-Ville de Charleroi. Hier gewann er das Zeitfahren der luxemburgischen Straßen-Radmeisterschaft. Seine letzten Erfolge waren die dritten Plätze bei den nationalen Meisterschaften 2003 im Zeitfahren und im Straßenrennen. Im selben Jahr beendete er seine radsportliche Laufbahn.

## Erfolge
2000
- Prix d’Armor

2001
- Luxemburgischer Meister – Einzelzeitfahren

## Teams
- 2001 Post Swiss Team
- 2002 Marlux-Ville de Charleroi

## Berufliches
Marc Vanacker hat Soziologie im französischen Rennes studiert. Nach seiner sportlichen Laufbahn arbeitete er als Journalist für die Zeitung La Voix.